# 塞内冈比亚石圈
塞内冈比亚石圈是位于塞内加尔北部和冈比亚中部的一群石圈，面积39,000 km²，有时会将两国的石圈划分成不同的部分，分别是冈比亚的Wassu和塞内加尔的Sine-Saloum。

## 登录基准
该世界遗产被认为满足世界遺產登錄基準中的以下基準而予以登錄：
- （i）表现人类创造力的经典之作。
- （iii）呈现有关现存或者已经消失的文化传统、文明的独特或稀有之证据。